# Club Atlético Excursionistas
El Club Atlético Excursionistas es un club de fútbol, social y deportivo argentino, fundado el 1º de febrero de 1910. Tiene su sede en el Bajo Belgrano, perteneciente a la Comuna 13, de la Ciudad Autónoma de Buenos Aires. Actualmente compite en la Primera B Metropolitana, tercera división del fútbol de Argentina para los clubes directamente afiliados a la Asociación del Fútbol Argentino.

## Historia

### Fundación
El Club Atlético Excursionistas fue fundado el 1º de febrero de 1910, en el barrio de Palermo de la Ciudad de Buenos Aires, limítrofe con el de Belgrano, en la esquina de las calles Coronel Díaz y Soler donde unos amigos lo utilizaban como punto de reunión para salir a realizar excursiones al Delta del Río Paraná y a la Isla Maciel y donde también llevaban a cabo pruebas atléticas. Como una forma de identificarse, decidieron crear lo que más adelante sería el Club Atlético Excursionistas. 
En la noche del 10 de febrero de 1910, en la casa ubicada en la calle Soler 3631 del barrio de Palermo, vecinos de la zona, llamados Santos Cameán, José Zelada, Raúl Gantes, Luis Ghiano y Antonio Masciotra, crearon el Club Unión Excursionistas; dicha casa sería más tarde, la sede social de la institución. Finalmente, se oficializaría el día 1º de febrero de 1910 como fecha fundacional.
Por iniciativa de varios socios, y ante la popularidad que estaba tomando ese deporte, se decidió formar un primer equipo de fútbol que defendería los colores de la entidad. Por contactos que tenía uno de los socios fundadores, varios jugadores del equipo del diario La Nación conformaron el primer equipo del club. Se resolvió que los colores de la casaca serían verde con una franja blanca horizontal cruzando el pecho: el verde por el color del césped y el blanco por el de los manteles, presentes en los picnics que se realizaban durante las excursiones.

### 1911 - Comienza el fútbol
En 1911 disputó el primer torneo, en la Asociación Argentina de Football, en la Tercera División (la cuarta categoría de fútbol de aquel entonces), como no contaba con una cancha propia, hizo de local en el Club Florida, situado en la localidad del mismo nombre, al norte de la Ciudad de Buenos Aires. Antes del comienzo del torneo de 1912, gracias al secretario y socio fundador Santos Cameán, consiguieron un campo de deportes en un descampado del Bajo Belgrano. En 1913 disputa la División Intermedia, al ser incorporado debido a una reestructuración, finalizado el torneo pasó a la Segunda División. Fue en ese lugar donde se construyó el estadio propio, que es el actual y el único que tuvo la institución en su historia; sito en la esquina de las actuales calles La Pampa y Miñones. Fue así que en 1916, participando en la Asociación Argentina de Football, tras cumplir grandes actuaciones en 1914 y 1915, venció al club Sportivo Palermo por 1 a 0, en cancha del club Eureka, obteniendo el subcampeonato de la Segunda División, lo que le daba el derecho a promocionar el ascenso a la División Intermedia.
Ascendió del tercer nivel de la Asociación Argentina (cuyo nombre era Segunda División) al segundo (Intermedia). El club -todavía llamado Unión Excursionistas- presentó dos equipos. Uno participó en el grupo C y otro en el grupo D de la Zona Norte. El Unión Excursionistas del grupo C lideró la tabla, adquiriendo el derecho a medirse contra el ganador del grupo D, Sportivo Palermo. Gracias a su victoria (1-0 en cancha de Eureka), obtuvo el ascenso. Luego cayó ante Huracán 4 a 1 (en Estudiantil Porteño), que venía de ganar la llave de los grupos A y B. Posteriormente, Huracán superó a San Telmo –vencedor de la llave Sur y Oeste- y salió campeón, aunque no ascendió al contar ya con representativos en la divisional superior.
En 1917 hizo su debut Pedro Tilhet, quien defendió por 17 años la divisa albiverde, durante ese largo período fue convocado a la Selección Argentina. Luego de abandonar la práctica activa del fútbol, fue director técnico de Excursionistas.

### De la Unión al Atlético
En 1919, se produjo el cambio de nombre de Club Unión Excursionistas por el de Club Atlético Excursionistas; también se reformó la camiseta, siendo igual a la actual: verde y blanca a bastones verticales. 

### 1924 - La Gloria y la Primera División

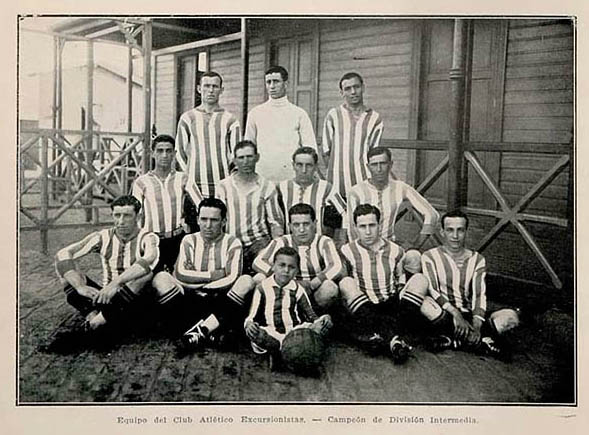
El equipo que en 1924 logró ascender a Primera División.

En 1924, en la antigua cancha del Club Atlético San Lorenzo de Almagro y ante la presencia de 10 000 espectadores, Excursionistas derrotó por 2 a 1 al Club Atlético Talleres (Remedios de Escalada) consagrándose campeón y logrando el ascenso a Primera División.
En Primera División, Excursionistas produjo rendimientos meritorios contra equipos más poderosos como Boca Juniors, Platense, Estudiantes de La Plata, Huracán, San Lorenzo, Independiente y River Plate.

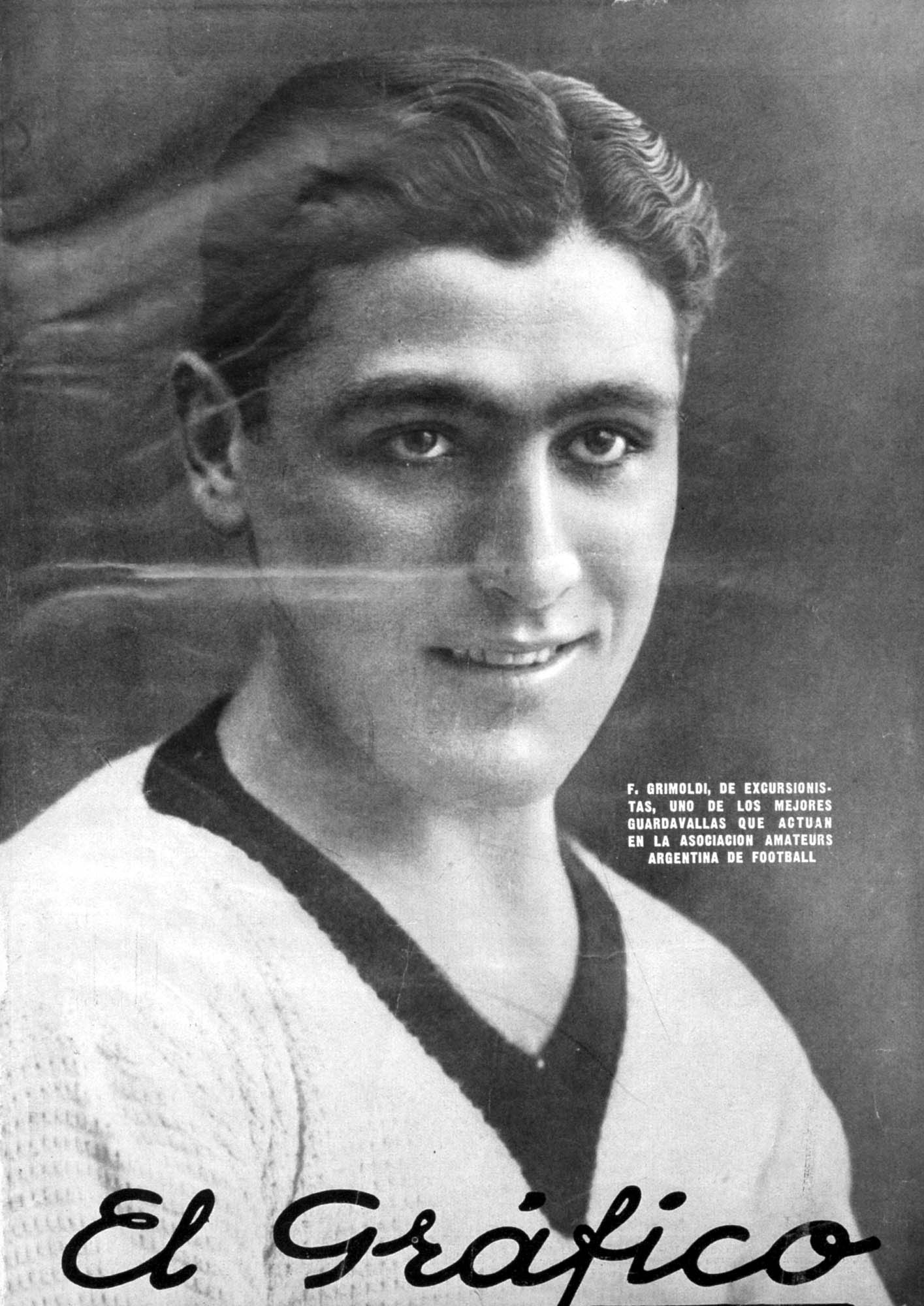
Portada de El Gráfico con el arquero Fortunato Grimoldi de Excursionistas

En 1931 fue convocado para jugar en la Selección Argentina el arquero Fortunato Grimoldi, que luego pasara a jugar a Chacarita Juniors. El portero fue tapa de la Revista El Gráfico en su edición n.° 580 del sábado 23 de agosto de 1930.

### Excursionistas juega en el Ascenso
En el año 1934, al fusionarse la Asociación Argentina de Fútbol, a la que pertenecía el club, con la Liga Profesional de Fútbol, se funda la Asociación del Fútbol Argentino, y Excursionistas es enviado a actuar en Segunda División a partir del año siguiente, junto con otros equipos que habían decidido no contar en sus filas con jugadores profesionales y mantener el amateurismo. De allí en adelante Excursionistas disputó los torneos de primera de ascenso, llegando a clasificarse subcampeón detrás del Club Almagro en 1937.
En 1942 fue dirigido por Pedro Tilhet y finalizó subcampeón detrás de Rosario Central, siendo para muchos el mejor equipo de la historia de los "verdes".
En 1955 se salva de descender: llegando al final del campeonato Excursionistas y Defensores de Belgrano ocupan los últimos puestos en la tabla, separados por 1 punto. En aquella última jornada, Excursionistas gana su partido frente a Atlanta, transformando en inútiles los 3 goles que conquista Defensores ante Almagro, decretando el descenso de su clásico rival.
En 1957 debe jugar una final por evitar el descenso frente a Argentino de Quilmes. El primer partido empatan 2-2 en cancha de Ferro Carril Oeste y en la revancha jugada en cancha de Racing Club ante una multitud vence Excursionistas por 6-1.
Además del fútbol, por aquel entonces en el club se practicaban deportes como básquet, bochas, boxeo y ajedrez.

### Los años difíciles
A finales de la década de 1950 y durante la década de 1960, Excursionistas logró magros resultados deportivos, ocupando los últimos puestos de los torneos y salvándose del descenso a la tercera división en un par de ocasiones: solo la campaña de 1969 lo vio ocupar el tercer puesto del campeonato.
Si bien en el inicio de la década de 1970 logra ubicarse en los primeros lugares de los torneos de la ya denominada Primera B, el ante último puesto en que ocupó en 1972 lo hace caer por primera vez en su historia, en el descenso a la Primera C (la Tercera División en la Argentina) en cancha de Huracán, al perder el partido 1 a 0 ante el campeón All Boys. A partir de esa fecha todos los esfuerzos de la institución se encaminaron por recuperar su antiguo lugar y lograr el ascenso. Además debió sortear grandes inconvenientes como la compra del terreno que históricamente ocupaba su estadio de las calles La Pampa y Miñones (de lo contrario, debía abandonarlo y devolverlo a la antigua Municipalidad de la Ciudad de Buenos Aires, ya que se vencía la antigua concesión otorgada en 1911).
Muchos de los campeonatos lo tuvieron como animador hasta que en 1976 disputó la temporada que se encontraba dividida en una Ronda Clasificatoria, en la que el Verde ocupó el primer puesto, para luego pasar a una Ronda Campeonato; donde los dos primeros ascendían a la Primera B. El segundo puesto, detrás de Deportivo Armenio, lo ocuparon Excursionistas y Argentino de Quilmes, por lo que tuvieron que dirimir un desempate por ese segundo puesto; en tiempo suplementario Excursio perdió 3 a 1 ante el equipo quilmeño, que fue el que terminó ascendiendo.
En 1982 Excursionistas decide armar una plantilla con jugadores muy reconocidos en el Ascenso, con varias figuras, que rindieron a la altura, entre ellos Oscar Fonseca Gomes, a la postre el goleador del torneo. La performance del equipo lo llevó a pelear el campeonato, y aunque en las últimas fechas no consiguió buenos resultados, le alcanzó para clasificar al flamante torneo Octogonal, que se inauguraba ese año y que le daba la chance de conseguir un segundo ascenso a aquel equipo que lo ganara, y para el que se clasificaron los ocho mejores equipos ubicados en la tabla general del 2° a 9° puestos, detrás del campeón y obviamente ascendido, que ese año resultó ser Villa Dálmine. A Excursionistas le tocó enfrentarse en cuartos de final del Octogonal con Central Córdoba de Rosario, ganando el primer partido 1 a 0 en el Bajo Belgrano y perdiendo 1-3 en su visita a Rosario, ambos partidos resultaron tener dos arbitrajes sumamente polémicos y muy protestados por la entidad del Bajo Belgrano, aunque toda protesta cayó en saco roto y el equipo rosarino, no solo avanzó en la serie, sino que fue el que ganó el Octogonal, ascendiendo a la Primera B.
En 1983 Excursio desempeñó una de las mejores campañas de su historia, contando con uno de los grandes planteles de la divisional, merced a buenas contrataciones y a jugadores de divisiones inferiores que descollaron como Roberto Esteban Horvath, el goleador del certamen. Peleó el campeonato con Argentino de Rosario, que finalmente se coronó campeón, por lo que Excursionistas se clasificó al Octogonal, donde llegó a disputar las finales ante Talleres de Remedios de Escalada, empatando 0-0 en Belgrano y cayendo 2-0 en Escalada. Si bien no alcanzó el ascenso, haber llegado cerca de su objetivo sumado a los grandes jugadores y notables performances desempeñadas en la mayoría de los partidos, dejaron un gran recuerdo en los aficionados, y muchos lo bautizaron como el campeón sin corona.
En 1986, la Asociación del Fútbol Argentino decide crear la Primera B Nacional, que pasaría ser la Segunda División del fútbol argentino, con lo que la Primera C pasó a ser la cuarta categoría. Se disputó un reclasificatorio para que algunos de los equipos mejores clasificados "ascendieran" a la Primera B, que en definitiva pasaba de Segunda a ser la Tercera Categoría, por lo que no se trataba de un ascenso sino realmente de una permanencia. Excursionistas tuvo la chance de quedarse en la Tercera o la nueva Primera B, al enfrentar a Berazategui en dos partidos, en donde al menos debía vencer en uno para lograrlo. Fueron dos empates 0 a 0. Fue así  como en el lapso de 14 años, Excursionistas pasó de la Segunda División a la cuarta categoría del fútbol argentino.
A partir de 1986, la estructura de los torneos pasó a ser con inicio de los campeonatos en julio, finalizando en mayo del siguiente año. El torneo de 1987/88 vio a un Excursionistas que comenzó de manera irregular, pero de mitad y hacia fin de campeonato hilvanó 6 victorias consecutivas, que se incluyeron dentro de una racha de nada menos que 18 partidos sin conocer la derrota (16 triunfos y dos empates) que lo llevaron a pelear los primeros puestos. Finalmente se ubicó en el 3° lugar, clasificando para el Octogonal, donde resultó ser eliminado por L. N. Alem en cuartos de final por penales, tras sendos empates 0-0. El goleador del equipo fue el recordado Claudio Caimi, con 21 tantos en 31 encuentros.
En 1988/89 logró realizar un torneo que le alcanzó para clasificar al Octogonal. En el mismo superó a L. N. Alem en cuartos (0-0 y 3-1), en semifinales logró dar vuelta la serie ante Sarmiento (1-3 en Junín y 4-1 en cancha de All Boys donde hizo de local), cayendo en la final ante Ituzaingó (0-0 y 1-2 en cancha de Morón)
El deseo de ascender a la Primera B se hizo realidad en 1994, cuando Excursionistas clasificó y ganó el Octogonal del torneo 1993/1994. Superó en cuartos a Tristán Suárez (1-0 en cancha de All Boys y 1-1), pasó a Temperley en semis (3-1 y 1-0 nuevamente como local en All Boys) y superó a Liniers en la final (1-1 ambos partidos) ascendiendo por mejor ubicación en la tabla general. La alegría tan solo le duró un año: en 1995 luego de obtener el ascenso y volver a Primera B, los dirigentes que lo manejaban abandonaron el club dejando infinidad de deudas, así "Excursio" desciende de nuevo a la Primera C tras perder con su clásico barrial un 27/5/1995 en cancha de Platense donde Defensores de Belgrano condeno su descenso tras una victoria por 2-0 en la última fecha del campeonato.
El torneo 1996/97 realiza con la modalidad Apertura y Clausura. Excursionistas realiza una campaña que lo clasifica para el Octogonal, en donde llega a la final ante Lamadrid, en donde es superado (0-1 ambos partidos). 
En 1998/99 lleva a cabo una destacable performance, permaneciendo invicto durante 16 fechas. En el torneo 1999/2000 luego de un inicio poco prometedor el equipo conducido por el DT Néstor Rapa, realizó una racha histórica con 10 triunfos consecutivos, poniendo al equipo en primer puesto y a un paso de la Primera B. Sin embargo, tras serios incidentes en el partido ante Comunicaciones le fueron descontados 21 puntos y perdió la posibilidad del ascenso.

### La década del Centenario
Al año siguiente, 2001 Excursionistas se coronó ganador del Torneo Clausura 2001 de Primera C, pero la reglamentación de dicho Torneo no otorgaba el ascenso, ni siquiera el derecho a jugar una final con el equipo ganador del Torneo Apertura, sino que daba el derecho de disputar una semifinal dentro de un mini torneo reducido para definir otro ascenso. Excursionistas jugó a dos partidos esa semifinal ante el Deportivo Laferrere, perdiendo el partido de ida 2-0 y ganando la revancha en el Bajo Belgrano por 3-2, quedando eliminado por la diferencia de gol.
En 2005/2006, el torneo tuvo una curiosa forma de disputa, con un Campeonato Apertura y luego una división para la segunda ronda, entre Zona Par y Zona Impar, según se hubieron clasificado los equipos en el mencionado Apertura. Se declaró campeón al Deportivo Merlo por ganar el Apertura y la Zona Impar, que también disputó Excursionistas finalizando en la 2º colocación. Para calificar al torneo Reducido para un segundo ascenso, se utilizó la Tabla general, en la que Excursionistas se clasificó 5° y llegó a las finales en las que venció 2-0 de local y 4 a 0 a Argentino de Rosario en calidad de visitante, cotejo jugado en cancha de Rosario Central, obteniendo el pasaje a la Promoción con un club de Primera B, que en este caso resultó ser Defensores de Cambaceres, al que le ganó 1-0 en el Bajo Belgrano, cayendo 1-3 en Ensenada, y por diferencia de gol se quedó en las puertas del ascenso.
La temporada 2008-09 se ubicó en el 3º puesto de la Tabla general, quedando por diferencia de gol detrás de Berazategui. Y esa diferencia iba a resultar determinante: ambos equipos, llegaron a la final del Torneo Reducido clasificatorio para un segundo ascenso a Primera B, Excursionistas venció de local a Berazategui por 1-0, y cayó como visitante por el mismo resultado, quedándose afuera entonces, por haberse clasificado por debajo de su rival en la Tabla general. 

### El año del centenario
2009/2010. Excursionistas entraba en su centenario y lideró el campeonato por varias fechas llegando a la última empatado en el primer puesto ante Barracas Central. Debieron jugar entonces un partido desempate, en cancha neutral (Atlanta), y que terminó ganando el conjunto barraqueño por 1-0. Excursionistas finalizó clasificándose 2º, como el mejor ubicado para el Torneo reducido clasificatorio para un segundo ascenso: disputando este mini torneo, venció en cuartos al Club Atlético San Miguel 2-0 en Belgrano, en semis dejó eliminado al Club Ferrocarril Midland 2-2 de visitante y 2-0 de local y quedó fuera con Talleres de Remedios de Escalada con un 1-1 de visitante y un 0-1 en el Bajo Belgrano.

### La década del 2010
En la temporada 2010-11, se ubicó en el octavo puesto, clasificando al Torneo Reducido; clasificó frente a Talleres de Remedios de Escalada al ganarle la serie 3 a 1 en el Bajo Belgrano y 0 a 1 en Escalada, y luego quedó eliminado a manos de Argentino de Merlo al perder la serie 1-2 en local y 0-0 en Merlo Norte. Como dato anecdótico quedó que tuvo la defensa menos vencida, le marcaron solo 27 goles en 38 partidos.
En 2016, consigue el primer puesto del Campeonato Transición Primera C y se corona Campeón al ganarle 1 a 0 a Sacachispas en la última fecha, alcanzando 41 puntos, producto de 12 triunfos, 5 empates y tan solo 2 derrotas, convirtiendo 36 goles y recibiendo 24, con una destacada actuación de su goleador Leonardo Ruiz, quien con 16 goles fue el máximo artillero del campeonato. De esa manera asciende a la Primera B, obteniendo la única plaza que había en juego ese año. Fue el primer campeonato obtenido por el club en la época del profesionalismo (en 2001 se había consagrado ganador del Apertura, pero la AFA no reconocía campeón de esos torneos). En otro campeonato logrado, fue en el amateurismo, como se describió arriba, cuando se consagró en 1924 promocionando a la Primera División.
2016/17 Torneo de Primera B. Llevó a cabo una mala campaña, que lo hizo ocupar el último puesto en los promedios del descenso, por lo cual relegó nuevamente a la Primera C.
2018-19. Tras un torneo que lo tuvo como animador en los puestos de vanguardia, Excursionistas logró clasificar al torneo reducido (octogonal), donde eliminó a Luján 1-1, clasificando por mejor ubicación en la tabla general, superando a Deportivo Laferrere (1 a 1 ambos partidos, ganando por definición en penales 7-6), y quedando eliminado ante Villa San Carlos (2-3 de visitante, 1-0 de local, 3-4 en definición por penales).

### La década del 2020
2022. Tras una muy buena campaña en la que peleó el campeonato del torneo apertura y manteniéndose firme en el clausura el verde se colocó segundo en la tabla general clasificando a la copa argentina tras 10 años sin jugarla. En el reducido cayó en la primera ronda de local por 2 tantos a 1 contra Laferrere
2023 Torneo de Primera C. Por segunda vez en su historia, y en un lapso menor a 10 años, Excursionistas logró el ascenso a la Primera B y obtuvo el título al ganarle 1 a 0 a San Martín de Burzaco en un partido de desempate. En la campaña los "villeros" consiguieron 18 triunfos, 10 empates y 8 derrotas consiguiendo 64 puntos para jugar la final de desempate del campeonato antes mencionada contra San Martín de Burzaco. En ese año marcó un total de 52 goles de los cuales 16 fueron del delantero goleador Leonel Barrios. En 2024 volverá a jugar la divisional desde su última participación en la temporada 2016-17. Esta campaña no solo sería histórica y muy recordada por el campeonato conseguido, sino que Excursionistas vencería por penales a Gimnasia por los 32avos de final de la Copa Argentina, hazaña ya conseguida en la competición jugada en 2013. 

## Presidentes
1910 / 1913 Oscar Piñera
1913 / 1914 Raúl Gantes
1914 / 1915 Pascual Carbone   
1915        Raúl Gantes 
1915 / 1917 Eusebio Gorostidi
1917 / 1918 Amadeo Aldini
1918 / 1919 Valentín Moriones
1919 / 1920 Amadeo Aldini 
1920 / 1925 Julio Ferraris
1925 / 1928 Pablo Jose Teran Nougues
1928 / 1929 Francisco Greco
1929 / 1931 Julio Ferraris
1931 / 1937 Eusebio Gorostidi
1937 / 1944 Armando Policella
1944 / 1952 José David
1952 	      Pedro Guerra
1952 / 1953 Dr. Anselmo Bidoglio
1953 / 1954 José Giordano
1954 / 1956 Dr. Anselmo Bidoglio
1956 / 1957 Dr. Germán Wernicke
1957 / 1958 Antonio Lleira
1958 / 1961 Dr. Anselmo Bidoglio
1961 / 1963 Luis Martín
1964        Rogelio Fortunato
1965 / 1967 Jorge de Santo Monasterio
1968 	      Dr. Anselmo Bidoglio
1969 / 1973 Rogelio Fortunato
1974 / 1981 Carlos Ianowski
1982 / 1985 Dr. Guillermo Black
1986 / 1987 Enrique Viva
1988 / 1991 Antonio Gorsd
1992 	      Raúl Padró
1993 / 1998 Rogelio Pita
1998 / 2002 Camilo Scorpaniti
2002 / 2010 Armando Mainoli
2010 / 2015 Ángel Lozano
2016        Guillermo Baquero
2016        Javier Sayegh
2017        Javier Méndez Cartier

## Simbología

### Camiseta
La camiseta tomó los colores de los blancos manteles que se colocaban sobre el verde césped en ocasión de los "picnics" que realizaban los primeros excursionistas. Y el primer diseño fue una camiseta enteramente verde con una franja central blanca, a modo de "mantel"; eran las épocas donde la denominación del club era Unión Excursionistas.
Según transcurrieron los años y luego de pasar al actual nombre de Club Atlético Excursionistas, el diseño de la camiseta pasó por una "V" blanca en el pecho, para llegar a la definitiva verde y blanca a bastones verticales.

### Escudo

Escudo de Excursionistas.

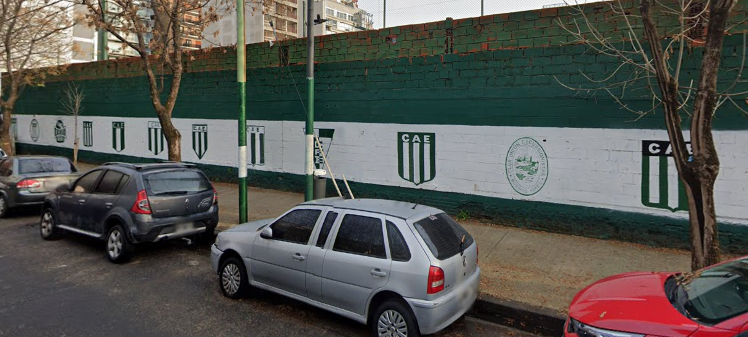
Mural de los escudos del club.

El escudo de Excursio sufrió una gran variedad de cambios, hasta llegar al clásico escudo rectangular verde de tres rayas blancas verticales con la leyenda CAE.
En 2022, el colectivo Excursio Murales, un grupo de artistas socios del club, realizó una obra en las afueras del estadio, la misma repasa todos los escudos de Excursionistas ordenados históricamente.

## Estadio

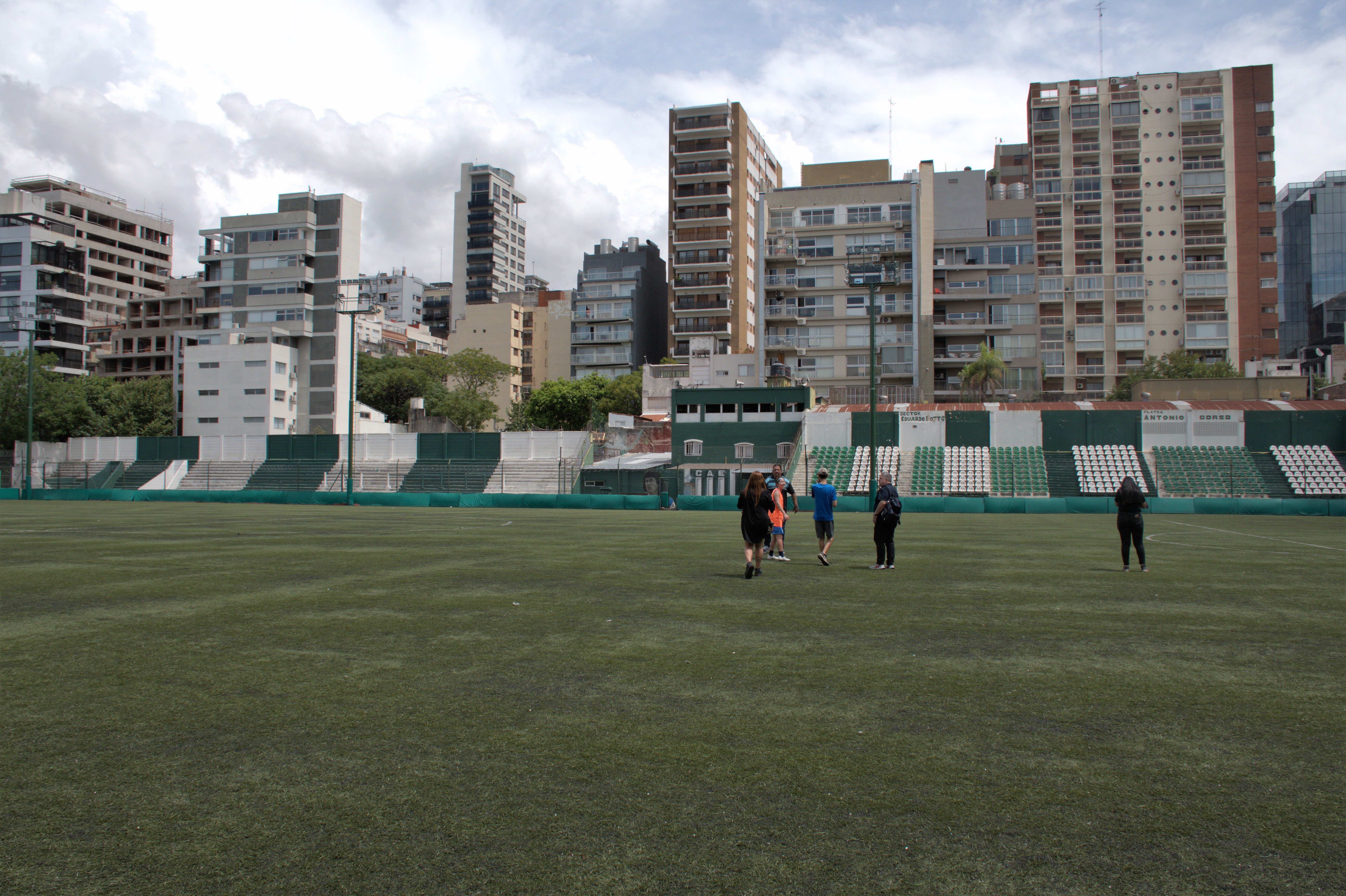
El estadio durante un entrenamiento en febrero de 2023.

El estadio del club no posee nombre oficial, se lo conoce informalmente como «El Coliseo del Bajo Belgrano» o «Pampa y Miñones». Posee capacidad para unos 7200 espectadores. 

## Otras instalaciones
El club fomenta el aspecto educativo y cultural que involucra tanto a socios como a no socios, por intermedio de su Departamento de Cultura y Educación.

### Instituto Excursionistas
El Instituto Excursionistas «Oscar Piñera» es una plataforma educativa en línea, donde desde sus aulas virtuales se dictan cursos con modalidad a distancia.

### Museo
El Museo "Julio Ferraris", que contiene su historia en imágenes digitalizadas, como así también en vídeos. Cuenta también con valioso material histórico en libros, fotografías, diarios, revistas y otros elementos que hacen referencia a la historia del club. Cuenta con un espacio virtual y varias veces al año expone su material histórico en la biblioteca del club.

### Biblioteca
A mediados del año 2013, se inauguró la Biblioteca digital de Excursionistas "Raúl Gantes", donde los usuarios pueden acceder vía internet a solicitar o descargar variedad de libros digitalizados y publicaciones que se encuentran en su catálogo y en los libros propiamente de la biblioteca. En 2015 se re inauguró la biblioteca en lo que fue el antiguo espacio del bufet: una biblioteca popular que adoptó su nombre como Biblioteca del Bajo Belgrano y con más de 4000 libros de variadas temáticas. En 2023 la CD decidió desmantelar la biblioteca para dejar lugar nuevamente a un bufet. La mayoría de los libros fueron donados a bibliotecas cercanas y entes de beneficencia y actualmente cuenta con poco más de 500 libros que están guardados sin acceso al público, por lo que la biblioteca únicamente funciona de manera digital.

### Centro Cultural del Bajo Belgrano
Los mencionados Instituto Excursionistas, el Museo y la Biblioteca, conforman el Centro Cultural del Bajo Belgrano "Eusebio Gorostidi"; todos los recursos culturales y educativos de estos tres están a disposición de los socios, los vecinos y todos aquellos a quienes les resulte de interés. Regularmente se organizan eventos que tienen lugar en el club, donde se abordan diferentes temas de interés cultural. Habitualmente en el espacio de la biblioteca, se dictaron mediante voluntariado, clases gratuitas de apoyo escolar a niños de nivel primario y adolescentes de nivel secundario en variadas asignaturas.

## Clásicos y rivalidades

### Clásico del Bajo
El clásico rival histórico de Excursionistas es Defensores de Belgrano con quien disputa el añejo "Clásico del Bajo", denominación adquirida por su localización de ambos equipos en el Bajo Belgrano y Bajo Núñez.  
La historia comenzó en 1923 con un partido a beneficio de familias afectadas por una dura inundación. Al principio había otros clubes en el medio, como Kimberley, Comercio, Platense o Colegiales, aunque sucesivas desapariciones o mudanzas dejaron a Defensores y a Excursionistas cara a cara. Sin clásico durante 21 años, se produjeron sin embargo innumerables enfrentamientos entre ambas hinchadas.
Este enfrentamiento mantiene su tradición y también la rivalidad en el fútbol femenino, ya que los equipos se cruzan con frecuencia en los torneos de Primera División, ya que en el fútbol masculino ha perdido regularidad por la diferencia de categorías durante las últimas décadas.

### Clásico con Colegiales
Con Colegiales disputa un clásico centenario que cuenta con más de 100 partidos en el historial e incluye hechos de violencia de magnitud. Se han enfrentado tanto por partidos de la temporada regular como en partidos de eliminación directa en Torneos Reducidos. La rivalidad proviene de cuando Colegiales tenía ubicada su cancha en Núñez y posteriormente en el barrio porteño de Colegiales. En ambos casos, muy cerca del estadio de Excursionistas en Bajo Belgrano.      

### Rivalidades
Otras rivalidades de Excursionistas son:
- Comunicaciones: Debido a la proximidad geográfica y hechos de violencia muy reconocidos, Excursionistas rivaliza con Comunicaciones.[28][29]

- Deportivo Laferrere: Con Deportivo Laferrere disputa un encuentro con marcada rivalidad, además, este cotejo cuenta con un amplio historial. Este duelo se hizo tradicional durante este milenio ya que desde la temporada 2006/07, se han cruzado prácticamente siempre porque ambos equipos coincidieron en la misma categoría hasta la actualidad.[30][31]

Tiene una gran rivalidad con San Miguel, Almagro y Platense. Otros equipos con que mantiene enemistad son Dock Sud y San Telmo, .

## Hinchada

### Apodos
A los hinchas y, por extensión, al Club Excursionistas se los apoda "Villeros" o "Villero" por la nutrida parcialidad de simpatizantes que aportó durante más de medio siglo la Villa del Bajo Belgrano, aunque dicha villa de emergencia fue erradicada hacia 1978 por los militares debido a (según ellos)que esta villa daba una no muy buena imagen ya que estaba cerca del estadio mundialista de River Plate , el apodo ha quedado instalado. También se lo apoda por su apócope "Excursio" y "Verde", por el color de la camiseta.

### Peñas y filiales
Excursionistas cuenta con varias peñas, filiales e incluso murgas que se identifican con el club: las Murgas «Los Audaces del Bajo Belgrano» y «Los Cachafaces de Colegiales», ambas contienen entre sus integrantes a socios e hinchas. También se encuentran: la «Peña Barrio Colegiales», la agrupación y peña «Excursio en el Oeste», la «Peña Patricio Roldán Zona Norte», la «Peña Los Pibes de Zona Norte (Pacheco)», la «Peña Excursio en Barcelona (España)», la peña «Excursio en Europa», la filial y peña «Bar Excursionistas» en Candanchú (Pirineos Aragoneses, España), la filial «Excursionistas Santa Rosa de Calamuchita» (provincia de Córdoba) y la filial «Excursionistas Tandil».

## Jugadores

### Mercado de pases 2025
- Actualizado el 27 de junio de 2025

#### Altas
| Jugador              | Posición  | Procedencia                 | Tipo             |        |        |        |
| Verano               | Verano    | Verano                      | Verano           | Verano | Verano | Verano |
| -------------------- | --------- | --------------------------- | ---------------- | ------ | ------ | ------ |
| Matías Budiño        | Arquero   | Estudiantes de Buenos Aires | Fin de préstamo. |        |        |        |
| Matías Escobar Marín | Arquero   | Patriotas                   | Libre.           |        |        |        |
| Rodrigo Arciero      | Defensor  | Deportivo Morón             | Libre.           |        |        |        |
| Luciano Balbi        | Defensor  | Crucero del Norte           | Libre.           |        |        |        |
| Matías Cahais        | Defensor  | Curicó Unido                | Libre.           |        |        |        |
| Horacio Igarzábal    | Defensor  | Los Andes                   | Libre.           |        |        |        |
| Nicolás Mosca        | Defensor  | Atlanta                     | Préstamo.        |        |        |        |
| Lucas Mulazzi        | Defensor  | Deportivo Laferrere         | Libre.           |        |        |        |
| Thiago Schiavulli    | Defensor  | Defensa y Justicia          | Préstamo.        |        |        |        |
| Nicolás Damiolini    | Volante   | Puerto Nuevo                | Libre.           |        |        |        |
| Matías David         | Volante   | Deportivo Español           | Préstamo.        |        |        |        |
| Nathan Tito Sosa     | Volante   | Platense                    | Préstamo.        |        |        |        |
| Alexis González      | Delantero | Atlanta                     | Libre.           |        |        |        |
| Franco Sosa          | Delantero | Argentino de Quilmes        | Libre.           |        |        |        |
| Ian Vera             | Delantero | Estudiantes de Buenos Aires | Préstamo.        |        |        |        |
| Juan Pablo Zárate    | Delantero | Flandria                    | Libre.           |        |        |        |
| Invierno             |           |                             |                  |        |        |        |
| Mariano Arango       | Defensor  | Almirante Brown             | Libre.           |        |        |        |
| Nicolás Velazco      | Volante   | Flandria                    | Libre.           |        |        |        |
| Mateo Cardozo        | Delantero | Gimnasia y Esgrima La Plata | Préstamo.        |        |        |        |
| Ian Puleio           | Delantero | Dečić Tuzi                  | Fin de préstamo. |        |        |        |

#### Bajas
| Jugador            | Posición  | Destino                            | Tipo                   |        |        |        |
| Verano             | Verano    | Verano                             | Verano                 | Verano | Verano | Verano |
| ------------------ | --------- | ---------------------------------- | ---------------------- | ------ | ------ | ------ |
| Matías Budiño      | Arquero   | Estudiantes de Buenos Aires        | Traspaso.              |        |        |        |
| Nazareno Gatas     | Arquero   | Almirante Brown                    | Fin de préstamo.       |        |        |        |
| Rodrigo Figueroa   | Defensor  | Ferrocarril Midland                | Fin de contrato.       |        |        |        |
| Nehuen García      | Defensor  | Cipolletti de Río Negro            | Fin de préstamo.       |        |        |        |
| Santiago Monzón    | Defensor  | Estudiantes de Buenos Aires        | Fin de préstamo.       |        |        |        |
| Franco Ojeda       | Defensor  | Villa San Carlos                   | Fin de contrato.       |        |        |        |
| Lucas Reynoso      | Defensor  | Berazategui                        | Fin de contrato.       |        |        |        |
| Andrés Siena       | Defensor  | Retiro de la actividad profesional | Fin de contrato.       |        |        |        |
| Ulises Yegros      | Defensor  | Ferro                              | Fin de préstamo.       |        |        |        |
| Federico Florentín | Volante   | Barracas Central                   | Fin de préstamo.       |        |        |        |
| Claudio Galeano    | Volante   | General Lamadrid                   | Fin de contrato.       |        |        |        |
| Lucas Patanelli    | Volante   | Berazategui                        | Fin de contrato.       |        |        |        |
| Mauricio Romero    | Volante   | Deportivo Español                  | Fin de contrato.       |        |        |        |
| Thiago Velazco     | Volante   | Anguilense de La Pampa             | Fin de contrato.       |        |        |        |
| Leonel Barrios     | Delantero | Racing de Córdoba                  | Fin de contrato.       |        |        |        |
| Matías Fernández   | Delantero | Independiente Rivadavia            | Préstamo.              |        |        |        |
| Elías Torancio     | Delantero | Argentino de Quilmes               | Fin de contrato.       |        |        |        |
| Juan Román Zarza   | Delantero | Independiente                      | Fin de préstamo.       |        |        |        |
| Invierno           |           |                                    |                        |        |        |        |
| Ian Puleio         | Delantero | Arema F.C.                         | Rescisión de contrato. |        |        |        |
| Juan Cruz Villagra | Delantero | Villa San Carlos                   | Rescisión de contrato. |        |        |        |

### Futbolistas destacados
Jorge Sanabria, René Houseman, Carlos Ángel López, Fortunato Grimoldi, Omar Higinio García, Oscar Fonseca Gómes, Néstor Scotta, Fabián Della Marchesina, Rubén Zamponi, Carlos Machín, Adrián Gerry

## Uniforme
- Uniforme titular: camiseta verde y blanca a bastones verticales, pantalón verde, medias blancas.
- Uniformes alternativos: camiseta negra con vivos verdes, pantalón negro, medias negras.

### Patrocinadores e indumentaria
| Período       | Proveedor  |
| ------------- | ---------- |
| 1980          | Adidas     |
| 1981-1986     | Texport    |
| 1986-1988     | Sportifila |
| 1988-1991     | Fulvence   |
| 1991-1992     | Taiyo      |
| 1992-1993     | DBN        |
| 1993-1994     | Uhlsport   |
| 1994-1995     | Reusch     |
| 1995-1998     | Penalty    |
| 1998          | Taiyo      |
| 1999          | Dana       |
| 1999-2000     | Diportto   |
| 2000          | Dana       |
| 2001-2002     | Fila       |
| 2002-2003     | Mebal      |
| 2004          | Fila       |
| 2005-2010     | Kappa      |
| 2010-2022     | Dana       |
| 2023-2024     | Mut        |
| 2025-presente | IFK Sports |

| Período       | Patrocinador                        |
| ------------- | ----------------------------------- |
| 1982-1985     | Pinturerías Bonicolor               |
| 1986-1988     | Veveloyanis Propiedades             |
| 1988-1991     | Fulvence                            |
| 1991-1992     | Dispool                             |
| 1992-1993     | Agua Mineral Burbujas               |
| 1993-1994     | Soda La Africana                    |
| 1994-1995     | Star Life                           |
| 1995-1997     | Open Sports                         |
| 1997-1998     | Ospoce                              |
| 1999-2000     | Capricci                            |
| 2000          | Papel Nort                          |
| 2001-2005     | Pinturerías Rex                     |
| 2005-2006     | Sinteplast                          |
| 2006-2009     | La Nueva Seguros                    |
| 2009          | Herbalife                           |
| 2010          | 100 años de pasión                  |
| 2011          | Ninguno                             |
| 2011-2013     | La Nueva Seguros                    |
| 2013-2014     | Banco Ciudad                        |
| 2014-2015     | La Nueva Seguros                    |
| 2016          | Buenos Ayres Logística              |
| 2016-2022     | Buenos Ayres Logística Activa Salud |
| 2023          | Activa Salud                        |
| 2024          | Activa Salud Sur Finanzas           |
| 2025-presente | Activa Salud Pradecon               |

## Datos del club

### Trayectoria
Actualizado hasta la temporada 2024 inclusive.
Total de temporadas en AFA: 116.
 Aclaración: Las temporadas no siempre son equivalentes a los años. Se registran cuatro temporadas cortas: 1986, 2014, 2016 y 2020.

- Temporadas en Primera División: 10 (1925 - 1934)
  - Ubicación en la tabla histórica de la Primera División: 59.°
- Temporadas en Segunda División: 45
  - División Intermedia: 9 (1913, 1917-1924)
  - Primera B: 36 (1935 - 1949, 1951 - 1962, 1964 - 1972)
- Temporadas en Tercera División: 22
  - Segunda División: 3 (1914-1916)
  - Primera C: 16 (1950, 1963, 1973-1986)
  - Primera B Metropolitana: 3 (1994/95, 2016/17, 2024)
  - Ubicación en la tabla histórica de la Primera B: 51.°
- Temporadas en Cuarta División: 39
  - Tercera División: 2 (1911-1912)
  - Primera C: 37 (1986/87 - 1993/94, 1995/96 - 2016, 2017/18 - 2023)
  - Ubicación en la tabla histórica de la Primera C: 1.°

### Goleadas

#### A favor
- En Primera División: 6-2 a Argentino de Quilmes (1931 y 1933)
- En Primera B: 7-0 y 7-2 Argentino de Quilmes (1964 y 1969)
- En Primera C: 9-0 a General Lamadrid (1978)

#### En contra
- En Primera División: 2-10 vs. Independiente (1929).
- En Primera B: 0-7 vs. Deportivo Morón (1961) y Colón (1964).
- En Primera B Metropolitana: 0-5 vs. Deportivo Morón (2017).
- En Primera C: 2-8 vs. Argentino de Quilmes (1989).

## Palmarés
| Torneos Nacionales        | Torneos Nacionales | Torneos Nacionales |
| Competición               | Títulos            | Subcampeonatos     |
| Segunda División          | Segunda División   | Segunda División   |
| ------------------------- | ------------------ | ------------------ |
| División Intermedia (1/2) | 1924               |                    |
| Primera B (0/2)           |                    | 1937, 1942         |
| Tercera División          |                    |                    |
| Segunda División (0/1)    |                    | 1916               |
| Cuarta División           |                    |                    |
| Primera C (2/2)           | 2016, 2023         | 1987-88, 2009-10   |

### Otros logros
- Ascenso a Primera B por ganar el torneo reducido 1994.
- Ganador del Clausura 2001 de Primera C, pero no ascendió al no ganar el torneo reducido.

### Trofeos amistosos
- Copa a Beneficio Gatzelú: 1929
- Copa René Houseman: 2011

## Otras disciplinas

### Baby Fútbol
El Baby Fútbol y la escuelita de inicio al Fútbol, conforman la base para los socios más pequeños y su acercamiento al deporte: dirigidas hacia las edades entre 3-4 años y hasta los 12 años de edad. En ellas los chicos aprenden a jugar a la pelota, a compartir con sus compañeros y a formarse como deportistas, jugadores y personas. El Baby del Club mantiene competencias regulares con otras instituciones, de carácter lúdico, que servirán como base para el crecimiento de los pequeños hacia la actividad futbolística.

### Fútbol amateur: infantiles y juveniles
Como continuidad natural de lo anterior, los chicos entre 11 y 18 años de edad tienen la posibilidad de continuar su formación como futbolistas, representando al club como inferiores en los campeonatos que organiza la AFA. De esta manera logran una paulatina introducción hacia la competencia un poco más seria. En caso de la intención de continuidad hacia una carrera como jugadores de fútbol, los jóvenes tienen la posibilidad de integrar el equipo "selectivo", semillero del club, y la Reserva, donde podrán incluso formar parte del plantel de Primera división del club.

### Futsal
El Fútbol de Salón o Fútbol Sala (Futsal) ha tomado especial relevancia en el club, a tal punto en que en el año 2013 comenzó a participar de los torneos organizados directamente por AFA en todas las categorías: desde 1ª hasta 9ª división. Se practica tanto por hombres como por mujeres (futsal femenino).

### Fútbol Femenino
El "Fut Fem" de Excursionistas está directamente afiliado a la AFA, por lo que participa de los torneos que organiza el ente rector del fútbol argentino: Campeonato de Fútbol Femenino de Argentina.

### Boxeo
Esta disciplina tradicional en el club, ha organizado varias veladas boxísticas; también el plantel de púgiles de la institución ha participado en distintos clubes como invitados. Históricamente el club estuvo afiliado a la Federación Argentina de Box.

### Ajedrez
Disciplina histórica, el Ajedrez está federado a la Federación Metropolitana de Ajedrez. Se lo practica en forma lúdica y también existen los talleres para todos los niveles y edades. El club fomenta la práctica del ajedrez en las escuelas por intermedio de clases dirigidas a los niños en instituciones educativas. El club participa de los torneos que organiza la AFA, y también organiza variados torneos ajedrecísticos por su cuenta a lo largo del año calendario. 

### Esports
El único deporte que continuó pese a la pandemia fue precisamente el fútbol virtual, llegando a obtener reconocimiento dentro de sus diferentes estructuras. Su principal modalidad era Clubes Pro, un modo dentro del videojuego FIFA, en el cual se juega 11 vs 11 donde cada jugador cumple con un puesto dentro del plantel, teniendo de esta manera 21 jugadores profesionales compitiendo en representación del club en los distintos torneos oficiales.

### Otras actividades
También se llevaron a cabo actividades recreativas como Sipalki, Taekwondo, Zumba, Fitness, Danzas contemporáneas, Stretching, Yoga y Taller de arte. Y conformó un equipo de "Running" en vista la demanda que ha tomado este deporte, para satisfacer las necesidades tanto del socio como no socio, en el espacio concesionado a una importante cadena de gimnasios.

## Sitios web de noticias
- Sitio Web Oficial
- Sitio Web del Departamento de Cultura
- Blog del Departamento de Cultura del Club